# Arbeitsgemeinschaft Nation Europa
Die Arbeitsgemeinschaft Nation Europa (ANE) war eine von Erwin Schönborn gegründete rechtsextremistische Kleinpartei.
Die  ANE ging aus der ebenfalls von Schönborn ins Leben gerufenen Gesellschaft zur Förderung des Films „Unsterbliche Geliebte“ von Veit Harlan hervor und entstand im Mai 1952. Sie war als Sammlungsbewegung national-europäischer Kreise geplant und richtete sich vor allem an Leser der rechten Monatszeitschrift Nation Europa. Schönborn sah eine Aufgabe darin, die Ehre Adolf Hitlers zu verteidigen, der seiner Ansicht nach „in widerwärtiger Weise mit Schmutz beworfen“ werde, weshalb es „unser Recht und unsere Verpflichtung [ist], daß wir uns wie ein Mann vor die Person stellen, die Deutschland von 1934 bis 1945 als Staatsoberhaupt und Oberster Kriegsherr repräsentierte“.
Am 29. Januar 1953 wurde die ANE vom Berliner Innensenator als rechtsextreme Vereinigung verboten. Schönborn wurde zu fünf Monaten Haft verurteilt, gründete aber bereits kurz danach die Deutsche Freiheitspartei (DFP), die 1954 ebenfalls aufgelöst wurde.
1977 gründete Schönborn die „Aktionsgemeinschaft Nationales Europa“ als „Sammlungsbewegung aller nationalen und konstruktiven Kräfte“. Diese Gruppierung stellte 1977 unter anderem den Hitler-Stellvertreter Rudolf Heß als ihren Kandidaten für die Europawahlen auf. Bei der Europawahl 1979 stellte die Gruppierung auf Listenplatz 4 die als „blutige Brigitte“ bekannte ehemalige KZ-Aufseherin Hildegard Lächert auf.